# 新京成電鐵80000型電聯車
新京成電鐵80000型電聯車（日语：／ Shinkeiseidentetsu 80000 katachi den sha */?）是新京成電鐵的通勤型列車，於2019年12月27日開始營運。

## 概要
新京成電鐵80000型電聯車是新京成電鐵繼2005年初所引進的N800型之後再度引進京成集團的的標準型通勤電聯車，於2019年（平成31年）4月11日發佈購車計畫。與京成電鐵共同設計，京成電鐵稱為3100型，新京成電鐵稱為80000型，雖然兩型車外型相似，但是車輛設備大有不同。
本型車與京成電鐵3100型外型相似，但受新京成電鐵的塗裝傳統，因此塗裝一如往常的粉紅。

## 車體
車體製造工法與N800型相同，皆是採用日車式工法製造，使用輕量化不鏽鋼打造18公尺級3門車6輛編組的列車。擋風玻璃上的前照燈是由森尾電機製造的16角型LED燈，擋風玻璃下緣設有急行燈以及車尾燈。
為了產生柔軟性外觀，因此擋風玻璃下的呈圓弧形，與N800型不同，柔和的粉紅色線條不僅在下擺，從前側到上側都進行了塗裝。如此一來，即使在高架路段，也可以看到新京成的企業色「粉紅色」。

## 車內設備
車內的配色規劃是由8800型和N800型N858編成（最終増備編成）為藍本。
座椅配以全固定配置，京成3100型(2代)採用部分摺疊式座椅配置，未採用「兩車門間椅8座以以3+2+3配置」設計，車的末端可容納5至2人（在自由空間旁邊）。
車門上設有17吋液晶螢幕(LCD)，作為旅客資訊版的，每扇車門上皆配有兩組螢幕，一組提供旅客運行情報及轉乘資訊，另一組則是投放廣告動畫。

## 主要規格
- 製造年份：2019年（令和元年）
- 製造數量：6輛1組，共6輛。
- 車體：輕量化不鏽鋼製造18m級・單側雙開門3門
- 制軔方式：三菱電機製MBSA形 再生制軔併用電器指令制軔
- 編組中的:動力車 (M) 拖車 (T) 的拖動比（MT比）：4M2T
- 保安装置：C-ATS

### 編成表
|          | ← 松戸方向京成津田沼方向→ |                  |                  |                  |                  |                   |            |
| 車號     | 6                         | <5>              | 4                | 3                | <2>              | 1                 | 竣工時期   |
| 形式     | モハ80006形 (Mc6)         | モハ80005形 (M5) | サハ80004形 (T4) | サハ80003形 (T3) | モハ80002形 (M2) | モハ80001形 (Mc1) | 竣工時期   |
| 機器     | CP・BT                    | VVVF             | SIV              | SIV              | VVVF             | CP・BT            | 竣工時期   |
| 車輛重量 | 33.4t                     | 34.8t            | 27.5t            | 27.5t            | 34.8t            | 33.4t             | 竣工時期   |
| 編成     | 80016                     | 80015            | 80014            | 80013            | 80012            | 80011             | 2019年10月 |

範例
| - VVVF：主控制器（VVVF變頻器） - <>：集電弓 - SIV：補助電源（靜態逆變器） - CP：空氣壓縮雞 - BT：蓄電池 |

## 運用
2019年12月27日，第一組開始營業載客，平常主要行駛新京成線。
預計於2021年會在新增一組。

## 外部連結
- 3100形スペシャルページ （页面存档备份，存于） - 京成電鉄
- 「新京成電鉄80000形、12/27デビュー!新型車両を報道公開」 - マイナビ鉄道ニュース （页面存档备份，存于）